# Synagoga w Świnoujściu
Synagoga w Świnoujściu – nieistniejąca synagoga, która znajdowała się w Świnoujściu przy obecnej ulicy Piastowskiej, za czasów niemieckich noszącej nazwę Neue Straße.
Synagoga została zbudowana w latach 1857–1859. Podczas nocy kryształowej z 9 na 10 listopada 1938 roku bojówki hitlerowskie spaliły synagogę. Po zakończeniu II wojny światowej nie została odbudowana.